# Osvaldo Macedo
Osvaldo Evangelista de Macedo (Sertanópolis, 28 de junho de 1941) é um advogado, jornalista, professor e político brasileiro. Filiado ao PMDB, foi deputado estadual do Paraná e deputado federal pelo referido estado.

## Carreira política
Começou a carreira política em 1974 ao ser eleito deputado estadual pelo antigo MDB.
Foi eleito deputado federal em 1978, sendo eleito novamente em 1986. Candidatou-se a deputado federal em 1990 e a prefeito de Londrina em 1982 e 1992, sem lograr êxito.